# Galepsos
Galepsos (grec antic: Γαληψός, llatí: Galepsus) fou una ciutat grega de la Perea Tàsica, a la costa de Tràcia. Va ser fundada com a colònia de Tasos. Era situada entre Amfípolis, a la desembocadura de l'Estrímon, i Neàpolis de Macedònia, vora el delta del Nestos, i molt a prop de Fagres.
En el context de la Guerra del Peloponnès, va ser ocupada pel general espartà Bràsides el 424 aC després de conquerir Amfípolis, però Cleó la recuperà l'any següent pels atenesos, segons el relat de Tucídides. Tant Bràsides com Cleó moriren en la lluita l'any 422 aC.
Titus Livi explica que, segles més tard, quan el rei Perseu de Macedònia va fugir davant els romans que l'havien derrotat a Pidna, va navegar de la desembocadura de l'Estrímon fins a arribar a Galepsos, i d'allí va continuar fins a Samotràcia; aquesta anècdota fa pensar que el segle ii aC era un dels ports més notables de la zona.
Les restes de la ciutat es troben a la vila de Kariani,gr al municipi de Pangéo amb capital a Eleftheroúpoli. Entre les troballes principals del jaciment destaquen dues esteles del santuari de Demèter amb una inscripció de la qual es dedueix que en aquell indret s'erigia un hecatòmpedon.